# Kolonisation
Die Ausdrücke Kolonisation und Kolonisierung, seltener auch Kolonismus bezeichnen in der Geschichts- und Politikwissenschaft die Gründung und Entwicklung von Kolonien (lateinisch colonia ‚Ansiedlung‘), das heißt die Landnahme und Besiedlung von Land durch Kolonisatoren beziehungsweise Kolonisten. Das kolonisierte Gebiet kann bisher unbewohnt oder bereits von Menschen besiedelt gewesen sein. In jedem Fall ist Kolonisation die Expansion einer Gesellschaft über ihren angestammten Lebensraum hinaus.
Die Begriffe werden sowohl für frühe Kulturen verwendet als auch für Entwicklungen in der Neuzeit. Kolonisation in der Neuzeit kann die Urbarmachung, Besiedelung und Entwicklung bisher ungenutzter Gebiete eines Staates bedeuten. In diesen Fällen wird auch von Binnenkolonisation (-kolonisierung) oder „innerer Kolonisation“ gesprochen. Kolonisation kann aber auch expansive und aggressive Usurpation und anschließende Fremdherrschaft durch ein Volk aus einer anderen Kultur oder durch eine fremde Staatsmacht bedeuten, also Kolonialismus. Nach Wolfgang Reinhard „ist historisch Kolonisation ohne Kolonialismus wohl nur selten möglich gewesen“.

## Einordnung und begriffliche Abgrenzung
Landnahme gab es bereits in der Steinzeit. Kolonisationen gibt es seit der Entstehung von Hochkulturen. Kolonisatoren konnten außer Staaten auch Gebietskörperschaften (Teilstaaten) oder Institutionen (Kaufleute, Orden, Freibeuter, Piraten) sein.
Diese frühe Kolonisation ist nicht an den neuzeitlichen Begriff der Schaffung eines überseeischen Gebietes eines zentralistischen Staates gebunden, sondern war mit sehr unterschiedlichen Begleiterscheinungen verbunden. Kolonisation ist grundsätzlich von Kolonialismus als Herrschaftsprinzip zu unterscheiden. Die Kolonisation aus Expansionsstreben bezeichnet man als Imperialismus. Kolonisation hat, auch wenn offiziell andere Gründe genannt werden oder in der Diskussion sind, primär wirtschaftliche Gründe. Man sicherte sich zum Beispiel den Zugriff auf Ressourcen (Menschen, Waren) in einem fremden Gebiet oder Staat. Damit ging mitunter eine Entvölkerung des eroberten Landes (etwa durch Zwangsumsiedlung) einher. Anlass war die Absicherung der Macht und des Wohlstandes. Schließlich wurden schon in römischer Zeit durch Kolonien ein Absatzmarkt sowie billige Arbeitskräfte in Form von Sklaven und wichtige Rohstoffe erschlossen. Dabei spielt die Tatsache, dass sich viele als Kolonien eroberte Gebiete – oft sogar sehr schnell – verselbständigen, in Bezug auf die Ausgangsmotivation keine Rolle. Kolonien sind, obwohl sie mitunter eingegliedert erscheinen, nicht vollumfängliche Teile ihres jeweiligen Mutterlandes. Zum Teil werden sie auch verpfändet (Orkney), verkauft (Estland, Alaska) oder getauscht (Helgoland gegen Sansibar).

## Antike
Die ältesten belegten Beispiele für die Schaffung abhängiger Gebiete stammen vom Ende des 3. und der Mitte des 2. vorchristlichen Jahrtausends aus Hochkulturen rund um die Levante. Vermutlich eroberte bereits Sargon von Akkad ganz Mesopotamien. Sowohl Sargon als auch das minoische Kreta (erste Thalassokratie) und Ägypten unter Pharao Thutmosis III., der als erster Feldherr in die Geschichte einging und in 20 Jahren 16 Kriege geführt haben soll, schafften sich Vasallenstaaten.
In der Antike gab es vielfältige und in ihren konkreten Formen sehr unterschiedliche Kolonisationsbewegungen. An Europa tangierenden Kolonialmächten sind vor allem die Minoer, die Phönizier, die Griechen und das Römische Reich, eventuell auch die Etrusker zu nennen.

### Minoische und Mykenische Kolonisation
Den Minoern ging es nicht um Landnahme, sondern die Sicherung ihres Handelsmonopols und damit um die Hegemonie in der Ägäis. Während die Kykladen ohne Besetzung beherrscht wurden und in Ägypten Handelsstützpunkte errichtet wurden, ist offen, ob auch Zypern unter minoische Herrschaft geriet. Mykenische Griechen vom Festland, das kulturell zunächst unter starkem minoischen Einfluss war, strebten ihrerseits im 15. Jahrhundert v. Chr. offenbar die Hegemonie in der Ägäis an, eroberten Kreta und nahmen die Kykladen sowie ehemals minoische Siedlungen auf Rhodos und in Westkleinasien (Milet, Iasos) in Besitz. Ab dem 14. Jahrhundert bestehen Handelsbeziehungen mit fast dem gesamten Mittelmeerraum. Die mykenische Kultur erhielt im Zuge der Umwälzungen um 1200 v. Chr., die viele Regionen des östlichen Mittelmeers trafen (siehe auch Seevölkerinvasion), einen empfindlichen Schlag: vor allem auf dem Festland wurden viele Zentren und Siedlungen zerstört, der Handel war in der Folge eingeschränkt. Trotzdem betrieben zumindest einige Regionen der mykenischen Kultur im 12. Jahrhundert weiterhin Fernhandel, wie Funde beispielsweise mykenischer Keramik im syrischen und kanaanitischen Raum, in Italien und auf Sardinien beweisen. Es ist umstritten, ob es mykenische Kolonien gab. Eindeutige Belege für Kolonien fehlen, wenn man von der Besetzung Kretas und der Übernahme von der bereits minoisch besiedelten Gebieten, zum Beispiel Milet absieht. Außerhalb der Ägäis nehmen einige Forscher mykenische Viertel bzw. Händlerniederlassungen oder Faktoreien für Ugarit in Nordsyrien, Tell Abu-Hawam in Palästina und in Süditalien (Scoglio del Tonno bei Tarent) sowie auf Sizilien (Thapsos im Osten und Cannatello im Süden) an.
Im frühen 12. Jahrhundert siedelte sich mykenische Bevölkerung möglicherweise in Tarsos und Mersin in Kilikien, (Südost-Anatolien) sowie recht wahrscheinlich auf Zypern an. Der Bruch zu den vorangegangenen Phasen ist an diesen Orten eklatant, denn auf massive Zerstörungen folgen jeweils Schichten, die einen sehr hohen Anstieg mykenischer Funde offenbaren.

### Phönizisch-Punische Kolonisation
Anfang des 1. Jahrtausend v. Chr. übernahmen die Phönizier noch vor den Griechen die Nachfolge der Minoer und strebten das Handelsmonopol im Mittelmeer an. Phönizische Händler errichteten an der nordafrikanischen Küste Niederlassungen. Später stießen sie bis zur Straße von Gibraltar vor. Bekannteste Gründung war die Stadt Karthago im heutigen Tunesien. Karthago machte sich selbständig und sollte mehrere Jahrhunderte führende Macht im westlichen Mittelmeer werden. Eine gewaltsame Besetzung entfällt zunächst zugunsten einer vertraglichen Vereinbarung mit lokalen (davon profitierenden) absoluten Herrschern, führt aber letztlich doch zur großflächigen Landnahme der Punier auf Sardinien (Sulci, Tharros etc.) und in West-Sizilien. Karthago besetzte Ibiza, Sizilien, dehnt später seine Handelsstützpunkte auf Sardinien auf das Hinterland aus und ist im Kampf gegen Rom gezwungen große Gebiete in Spanien zu erobern.

### Griechische Kolonisation
Die „ionische Kolonisation“, bei der – nach antiken Quellen – ab etwa 1050 v. Chr. die Städte an der Westküste Kleinasiens von Ioniern (wieder-)besiedelt wurden, ist eine Landnahme. Dass sie stattgefunden hat, gilt als wahrscheinlich, wann genau und aus welchen Motiven, ist allerdings umstritten. Das früheste überlieferte Datum ist das Jahr 1053 v. Chr. für Milet. Die zuvor dort existierende mykenische Stadt wurde – nach Angaben des Ausgräbers Wolf-Dietrich Niemeier – um 1100 zerstört. Funde protogeometrischer Keramik deuten darauf hin, dass um 1000 v. Chr. Ionier dort siedelten. Möglicherweise wurde Milet um 1100 v. Chr. von Griechen verlassen und einige Jahrzehnte später von ionischen Siedlern wiederbesiedelt. Bei den antiken Griechen gab es nach dem Ende der Dunklen Jahrhunderte mehrere Kolonisationswellen. Die erste wurde wahrscheinlich ausgelöst durch eine demographische Verdrängung als Spätfolge der Dorischen Zuwanderung.
Die „Große Griechische Kolonisation“ fand etwa zwischen 750 und 550 v. Chr. statt. Es handelte sich dabei nicht um eine zentral gesteuerte Kolonisationsbewegung, sondern um zahlreiche Einzelexpeditionen, die von je einer Stadtgemeinde (Polis) entsandt wurden. Die dabei gegründeten Tochterstädte lagen hauptsächlich an den Küsten des Mittelmeeres und seiner Nebenmeere: In Nordafrika, Kleinasien, Spanien, Südfrankreich, Dalmatien, Sizilien, Süditalien und dem Vorderen Orient, aber auch an der Nordküste der Ägäis, etwa in Thrakien und auf der Chalkidiki entstanden griechische Siedlungen. Auch die Küstenlinie des Schwarzen Meeres wurden besiedelt, etwa Pontos oder die Krim. Die ersten Siedler fühlten sich als Griechen bzw. als Angehörige ihrer Heimatpolis. Es gab Konflikte mit den Einheimischen, die Kolonien waren aber nicht auf Ausbeutung angelegt, so dass auch hier primär Landnahme vorliegt. Die griechischen Kolonisten standen im Wettstreit mit den Phöniziern. Auf Korsika vereitelten die Phönizier zusammen mit den verbündeten Etruskern griechische Kolonisationsversuche, dafür drangen die Griechen an die Rhone-Mündung und nach Spanien vor.
Das früheste Datum, das der griechische Historiker Thukydides nennt, ist 734 v. Chr. In diesem Jahr soll Naxos auf Sizilien durch Bewohner der Stadt Chalkis gegründet worden sein. Bereits ein Jahr später gründete Korinth die Kolonie Syrakus, ebenfalls auf Sizilien. In den folgenden Jahrzehnten wurden in Unteritalien und auf Sizilien durch unterschiedliche griechische Poleis weitere Kolonien gegründet. Die archäologische Forschung konnte die Angaben des Thukydides im Großen und Ganzen bestätigen; die Keramikfunde aus den frühesten griechischen Ansiedlungen werden auf die zweite Hälfte des 8. Jahrhunderts datiert. Zu den wichtigsten Ausgangspunkten der Kolonisation gehörten zunächst die beiden auf Euböa liegenden Städte Chalkis und Eretria, später Korinth, Megara, Milet und Phokaia. Die beiden mächtigsten Städte Griechenlands spielten eine geringere Rolle, Sparta gründete nur eine einzige Tochterstadt (Tarent) und Athen begann erst spät mit der Gründung von Kolonien. Als Grund dafür wird vermutet, dass Athen zunächst vor allem eine „Binnenkolonisation“ in Attika betrieb und Sparta durch kriegerische Mittel sein Territorium ausdehnte.
Die Gründe für die „große griechische Kolonisation“ waren mannigfaltig und müssen differenziert betrachtet werden. Vereinfacht lässt sich sagen, dass folgende Komponenten – in unterschiedlicher Gewichtung – eine Rolle spielten:
- Überbevölkerung in einigen Mutterstädten (in der Forschung strittig!)
- Politische Rivalität, die dazu führte, dass eine der verfeindeten Gruppen auswanderte.
- Sicherung von Handelswegen (spielte vor allem bei den Gründungen Milets eine Rolle).

Vielfach scheinen Orakel, insbesondere das Orakel von Delphi, eine wichtige Rolle bei der Gründung einer Kolonie gespielt zu haben. Oftmals gaben die Orakelpriester Rat, wann und wo genau eine Kolonie zu gründen sei. Wenngleich die Kolonien von einer Mutterstadt gegründet wurden, stammten in der Regel nicht alle Siedler aus dieser Stadt. Es haben sich meist Menschen aus anderen Städten auf der Suche nach einer neuen Heimat angeschlossen. Oft wurde die erste Siedlung in der Fremde auf einer küstennahen Insel oder auf einer Halbinsel errichtet. Hatte die Kolonisten ihre Stellung gesichert, dehnten sie sich auf das Festland bzw. Hinterland aus. Die gegründeten Ortschaften waren meist als griechische Planstädte angelegt.

### Militärkolonien im Hellenismus
Die Kolonisation unter den Nachfolgern von Alexander dem Großen ab dem letzten Drittel des 4. Jahrhunderts v. Chr. entstand in der Folge der Eroberungen Alexanders des Großen und betraf neue Gebiete in Vorderasien, Nordafrika und reichte im Westen wiederum bis nach Spanien. Diese Kolonien haben durch ihre stärkere militärische Absicherung den neuzeitlichen Charakter von Kolonien. Sie werden von einer griechischen Oberschicht beherrscht, es gibt wesentlich mehr Spannungen zwischen Besatzern und der einheimischen Mehrheit als in den frühen Siedlungen.

## Mittelalter
Aufgrund der Auseinandersetzungen zwischen den Staaten, zwischen Kirche und Staat bzw. dem regionalen Fehlen einer zentralen Macht und einem Bevölkerungsschwund war im Frühmittelalter wenig Möglichkeit zur Kolonisation gegeben. Etwa um 800 hatte sich die Situation soweit geklärt, dass es jetzt erstmals in Nordeuropa und erneut im mediterranen Raum zu Kolonisation kam. Moderne Forschungsansätze (Higounet, Erlen, Bartlett: siehe Liste der Anmerkungen) sehen einen alle europäischen Länder phasenverschoben erfassenden Ausbauprozess, der sich vom „Zentrum“ des Abendlandes im nordfranzösisch-flandrisch-niederländischen Raum zur „Peripherie“ hin ausbreitete und dessen ökonomische, kulturgeographische, gesellschaftliche, politische und geistig-kulturelle Veränderungen Europa vom 11. bis etwa zur Mitte des 14. Jahrhunderts grundlegend umgestalteten.

### Normannen und Wikinger
Die Wikinger, die zunächst nur in Skandinavien lebten, wanderten in Gebiete anderer europäischer Länder aus. Der Grund für diese Bewegung ist umstritten und wird auch in den Quellen verschieden dargestellt. Sie eroberten vom 9. bis zum 11. Jahrhundert Gebiete außerhalb Skandinaviens und ließen sich in Irland und Britannien, in der Normandie 911, auf Sizilien und im heutigen Russland nieder.

#### Normannen
Die Besiedlung der Färöer und Islands durch Wikinger aus unterschiedlichen nordischen Ländern, vor allem Norwegen, sowie keltische Siedler wird als Landnahme bezeichnet. Diese fand zwischen dem 9. und 10. Jahrhundert statt. Über sie wird im berühmten Landnámabók berichtet. Es ist in drei Fassungen aus dem 13. Jahrhundert erhalten. Man weiß, dass aber noch ältere, nicht erhaltene Fassungen existierten. In diesem Buch, das zu den ältesten Schriftzeugnissen Islands zählt, werden über 400 frühe Siedler mit allen Verwandtschaftsgraden dargestellt.
Um das Jahr 1000 wurden unter der Führung des verbannten Eriks des Roten einige Küstenstriche Grönlands in Besitz genommen und nach wenigen Jahrhunderten wieder aufgegeben (siehe Grænlendingar). Sein Sohn Leif Eriksson drang sogar nach Nordamerika, das er Vinland nannte, vor. Der Widerstand der Indianer stoppte aber diese Expansion.
Die in Nordfrankreich (Normandie) im Jahre 911 durch Rollo erfolgte Landnahme führte 1066 zur Eroberung Englands durch Wilhelm den Eroberer. Der Charakter der irischen Stadtgründungen durch Normannen in Dublin (841 gegründet), Limerick (922 gegründet), Waterford (914 gegründet) und Wexford (im 9. Jahrhundert gegründet), basiert wohl auch auf Landnahmen, die aber ähnlich wie in der Normandie zu vom Mutterland unabhängigen Gebieten führten. Zunächst wurden aber fast jährlich Raubzüge vorgenommen (Lindisfarne 793, Jarrow 794, Iona 795, Rechru und Kintrye auf Man 797, Monkwearmoth 798, St. Philibert 799, Sliesthorp/Schleswig 804).
Als die Normannen im Jahr 999 in Unteritalien in Erscheinung traten, durchkreuzen sie die Interessen langobardischer Fürstentümer, der Byzantiner, Araber, Päpste und der deutschen Kaiser. Im 11. Jahrhundert gelang es den Normannenführen, nach und nach Apulien, Kalabrien (auf Kosten von Byzanz), das übrige Festland und schließlich das arabische Sizilien zu erobern.
Anders verlief die Kolonisation der von den Pikten bewohnten Shetlandinseln und der Orkney. Zwar besetzten unabhängig operierende Normannen etwa ab 780 die Inseln, aber bereits im Jahre 876 kam der Norwegerkönig Harald Hårfagre nach einem Überfall in Irland auf die Orkney und setzte mit Rognvald von Møre einen norwegischen Jarl ein, dessen Nachfolger ebenfalls Lehnsmänner waren, die der Krone verantwortlich blieben. Im Jahr 995 stellte der norwegische König Olaf Tryggvasson den Earl Sigurd Hlodvirson (den Starken) auf Hoy (Orkney) vor die Wahl Enthauptung oder Taufe und leitete die Christianisierung der Inseln ein. Die größte Ausdehnung hatten die englischen, irischen, schottischen Besitzungen Norwegens unter Earl Thorfinn dem Mächtigen, der als Schwiegersohn des schottischen Königs Malcolm II. die Shetlands, Caithness, Sutherland und Ross beherrschte und die Hebriden, die Isle of Man und Teile von Wales und Nordirland tributpflichtig machte (Siehe Orkneyinga saga). Im Jahre 1195 wurden die Shetlands vorübergehend direkt der norwegischen Krone unterstellt. 1263 unterlagen die Normannen in der Schlacht von Largs den Schotten unter Alexander III., König Haakon IV. starb in Kirkwall. Das Königreich Dänemark/Norwegen verpfändete die Krongüter auf Orkney und den Shetlands an Schottland. Im Jahre 1470 bzw. 1472 endete die Fremdherrschaft über die Inseln nach etwa 700 Jahren.

#### Wikinger
Schwedische Wikinger griffen 860 und 865 Byzanz an und gründeten auch in der heutigen Ukraine und Russland (Kiewer Rus) Kolonien, die aber bald in den bestehenden Kulturen aufgingen (Slawisierung). Einem schwedischen Königshaus (Olaf) scheinen Eroberungen in Schleswig gelungen zu sein. Zumindest sind die Namen Gnupa und Sigtrygg aus der Zeit vor 915 während der Herrschaft eines Dänenkönigs Hardiknut überliefert, der der Vater des Reichseinigers Gorm gewesen sein dürfte.
Die primäre Kolonisation der Wikinger ging jedoch von Dänemark aus und betraf England. Während es zunächst Raubzüge waren, die mit Lindisfarne begannen, aber besonders den Überfällen auf Handelsstädte wie Dorestad (Niederlande) im Jahre 834 und Quentovic (Pas de Calais) 842 oder Metropolen wie Hamburg und Paris 845 aber ihre Bekanntheit auf dem Kontinent verdanken, überwinterten die Dänen 850 nach ihrem Überfall auf London auf der Themseinsel Thanet. Ab 866 wollten die Wikinger England erobern. Ein dänisches Heer setzte über und gründete ein Königreich in Yorck. Sie wurden aber 878 von Alfred dem Großen geschlagen und der Wikinger Guthrum (nicht identisch mit dem dänischen König Gorm) schloss einen Friedensvertrag, in dem das Danelag festgelegt wurde. Es gelang daher erst Sven Gabelbart, dänischer König von 987 bis 1014, England zu erobern. Sein Sohn Knut gründete 1016 ein Nordseereich, welches 20 Jahre bestand.

### Die skandinavischen und nordischen Staaten
Eine neue Kolonisationswelle ging mit dem Regierungsantritt Waldemar I. 1157 n. Chr. primär von Dänemark aus, das 1168 das ranische Rügen eroberte. 1219 landete Waldemar II. (der Sieger) in Estland und besetzte ein Land, das 1346 an den Orden verkauft wurde. Auch das erste der christianisierten Teilreiche in Schweden betrieb schnell Expansionspolitik. So wurden von Erik IX. (der Heilige) 1154 den Süden und von anderen Königen 1239 bzw. 1293 weitere Teile Finnlands erobert, was zum Streit mit dem bereits 859 von Kiewer Rus gegründeten griechisch orthodoxen Fürstentum von Nowgorod führte. Die Schweden verloren 1240 gegen Alexander Newski die Schlacht an der Newa und konnten erst 1322 den Besitz Finnlands sichern.

### Das Heilige Römische Reich („Deutschland“) und die Orden
Zentrale Voraussetzung für die territoriale Expansion nach Osten war im 10. Jahrhundert das Engagement der Liudolfinger. Sie schufen die Bastionen und Einflusszonen jenseits der Elbe, „die dem deutschen Bevölkerungszustrom günstig waren“. Im 12. und 13. Jahrhundert kam es zur Ausweitung der von den Sachsen initiierten Eroberungen. Zunächst wurde die Landnahme, die vom 19. bis ins 20. Jahrhundert vorwiegend als Ostkolonisation bezeichnet wurde, von Heinrich dem Löwen betrieben, der 1147 die slawischen Gebiete an der Ostsee im Zuge des Wendenkreuzzuges in sein Herzogtum einverleibte und 1164 Pommern eroberte. Der Deutsche Orden und der Schwertbrüderorden gründeten später im Baltikum Städte. Alexander Newski stoppte 1242 den Vormarsch auf Nowgorod mit seinem Sieg auf dem Eis des zugefrorenen Peipussees.
Anstelle von Ostkolonisation wird auch von „hochmittelalterlichem Landesausbau“ gesprochen, so im Lexikon des Mittelalters (1999). In der Polnischen Westforschung wurde der Kolonisationsbegriff nach 1945 aufgenommen, als es um die „Reslawisierung“ der Ostgebiete des Deutschen Reiches ging. Diese „wiedergewonnenen Gebiete“ reichen bis zur Oder-Neiße-Grenze.

### England
Die Expansion des Englischen Staates begann weniger als 100 Jahre nach der Gründung mit der Eroberung Northumbrias im Jahre 1157 durch Henry II. 1217 gelang Alexander II. die Rückeroberung und Henry III. erkannte die Linie zwischen Tweed und Solway als schottische Südgrenze an. 1296 eroberte Edward I. jedoch Schottland und die Zeit der Unabhängigkeitskriege begann. Bereits 1169 nutzte Henry II. das Hilfeersuchen des Königs von Leinster Dermot MacMurrough, der im Kampf um das Hochkönigtum in Irland unterlegen war, um mit normannischen Truppen von Richard de Clare, 2. Earl of Pembroke, genannt Richard Strongbow, die Osthälfte der Insel zu besetzen. 1171 unterwarfen sich anlässlich des Besuchs Henrys II. viele der irischen Königreiche der englischen Krone, die zunächst über relativ unabhängige normannische Fürstentümer herrschte (den Pale genannten Teil, der im 14. und 15. Jahrhundert stark schwand). Später wurden Statthalter eingesetzt.

### Genua, Pisa und Venedig als Seemächte
Das Mittelmeer bietet sowohl für Seeräuber als auch für Kolonisatoren ideale Voraussetzungen, so dass hier nach der Völkerwanderungszeit eine Vielzahl von Gebieten, oft in rascher Folge, den Besitzer wechseln. Die Bedeutung der oberitalienischen Kaufmannsrepubliken hängt mit den bereits im Hochmittelalter einsetzenden Aktivitäten zusammen, die den Mittelmeerraum sowie die atlantischen Inseln vor der westafrikanischen Küste betrafen und zu Kolonien führten. Als Gegenleistung für ihre Flotten- und Militärdienste während der Kreuzzüge sichern sich die Republiken Genua, Pisa und Venedig, neben Handelsprivilegien und nationalen Kaufleutequartieren in den größeren Hafenorten Palästinas, bisweilen auch einige Dörfer, kleine stadtnahe Territorien und Inseln. Diese dienten vorrangig den spezifischen wirtschaftlichen Zielen des italienischen Kaufmannskapitals, was sich aber auch wechselseitig einige der Besitzungen streitig machte. Unter diesen Gebieten sind viele der Inseln des Mittelmeeres, insbesondere aber Korsika, Sardinien und Zypern.

### Araber, Mauren, Sarazenen
Mit dem Jahre 711, als die Mauren die Meerenge von Gibraltar überschreiten und das westgotische Reich in Spanien vernichten, sind auch ihre Flottenaktivitäten zu beobachten, die zu Plünderungen, später zu Eroberungen im westlichen Mittelmeer führen. Im Jahr 798 werden die Balearen erobert und 902 dem Kalifat von Córdoba angeschlossen. Bis 1235 bleiben sie im maurischen Besitz.
Im Jahre 827 wird das byzantinische Sizilien erobert und geht 999 an die Normannen verloren. Im Jahre 904 erobern die Sarazenen das byzantinische Malta, das sie aber 1090 wiederum an die Normannen verlieren.

### Ordens- oder Kreuzfahrerstaaten
Zwischen 1099 und 1375 hielten sich die Kreuzfahrerstaaten Königreich Jerusalem, Grafschaft Tripolis, Fürstentum Antiochia und das Königreich Klein Armenien an der Küste der Levante bzw. in Südanatolien. Rhodos war bis 1309 formell eine byzantinische Insel, aber ab 1248 herrschten hier die Genueser. Im Jahr 1309 wird die Insel von den Rittern des Johanniterordens erobert und bleibt bis zur osmanischen Eroberung 1522 ein Ordensstaat. Zyperns byzantinische Periode endet bereits 1192. Als Machthaber von Richard Löwenherz’ Gnaden, ausgestattet mit dem Titel „Seigneur de Chypre“, ergriff Guy de Lusignan gegen eine Zahlung an die Templer im Mai 1192 von der Insel Besitz und starb nur zwei Jahre später. Sein Bruder und dessen Familie konnte sich aber zumindest formal als Königsmacht behaupten, die ihnen der deutsche Kaiser Heinrich VI. verlieh, bis 1489, als die Venezianer die Insel auf der auch Genua zeitweilig einen Teilbesitz hatte und die Mamelukken Tribut eintrieben, übernahmen.

## Entdeckung neuer Seewege und Neuzeit
Im ausgehenden Mittelalter entdeckte Europa sein Interesse für fremde Länder. Es waren vor allem wirtschaftliche und religiöse Gründe, die dabei eine vorrangige Rolle gespielt haben. Marco Polo, ein venezianischer Kaufmann, hat mit seiner Chinareise im 13. Jahrhundert das Zeitalter der Entdeckungen eingeleitet. Zwar ist die Authentizität seiner Reiseberichte umstritten, unabhängig davon waren die Erzählungen über China Inspiration für spätere Zeiten. Vor allem die Suche nach Gold, der Mangel an Gewürzen und eine zunehmende Behinderung des Handels mit dem Orient veranlassten dann im 15. Jahrhundert die Portugiesen, einen Seeweg nach Indien zu suchen. Der portugiesische Prinz Heinrich der Seefahrer stattete eine Reihe von Expeditionen aus, die sich an der Westküste Afrikas vorschifften. Die ersten Niederlassungen entstanden als portugiesische Handels- und Nachschubsposten auf Inseln vor Afrika (z. B. Madeira) und an der westafrikanischen Küste (z. B. Elmina).

### Spanische Kolonisation Lateinamerikas

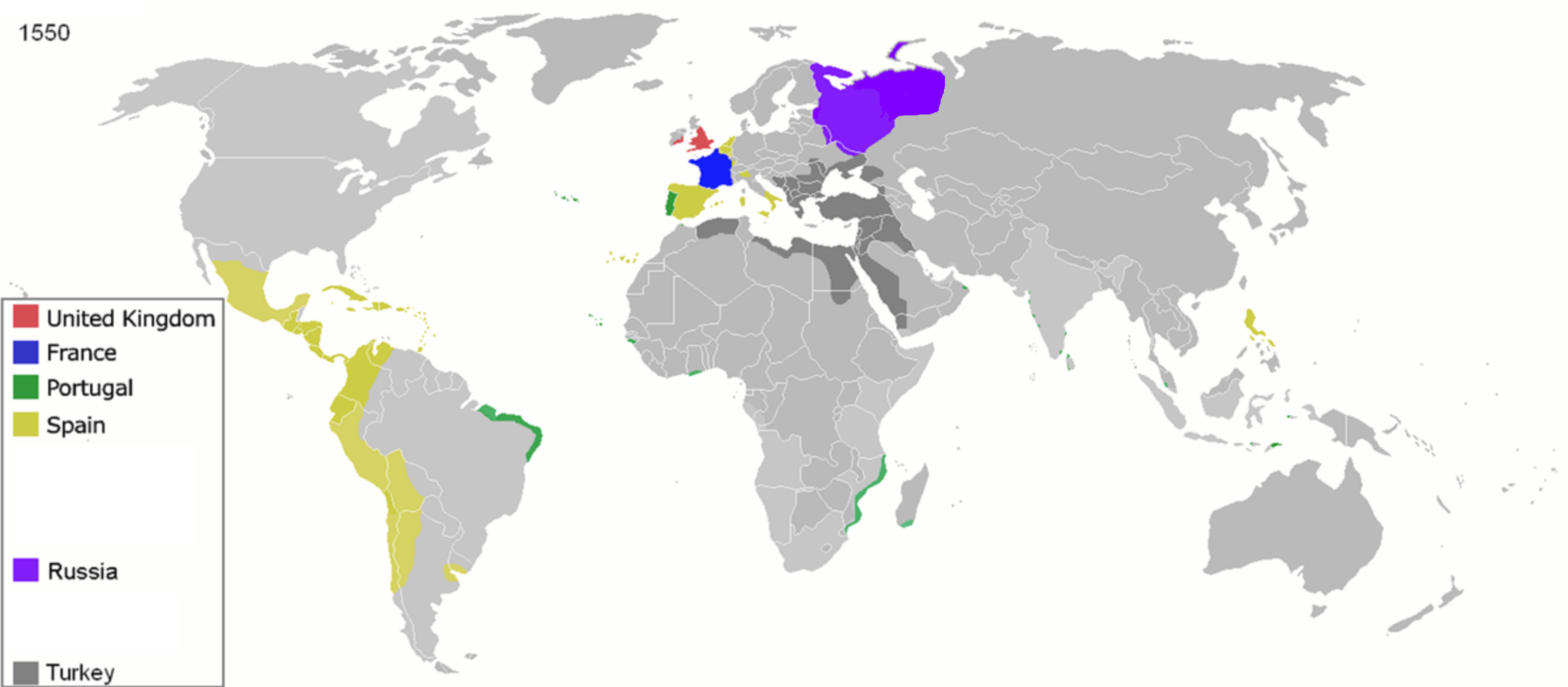
Weltreiche und Kolonien im Jahre 1550

Der berühmteste Entdecker wurde Christoph Kolumbus aus Genua. Er vertrat die Meinung, man könne den Seeweg nach Indien abkürzen, wenn man, anstatt Afrika zu umrunden, den Atlantik direkt nach Westen überquere. Auf dieser Grundlage suchte er Sponsoren für eine Expedition. In Portugal wurde er verlacht, da portugiesische Gelehrte bereits recht genau den Erdumfang vermessen hatten und daher die Strecke richtigerweise für viel zu weit hielten. In Spanien, wo diese Information nicht bekannt war und eifersüchtig auf die Handelserfolge Portugals geschielt wurde, fand er dagegen Unterstützung.
Spanien hatte im Zuge der Reconquista, der Vertreibung der maurischen Eroberer des Landes, eine am Krieg ausgerichtete Gesellschaftsstruktur entwickelt.
Dazu gehörte, dass sich die jüngeren Söhne des Adels als Caballeros (Ritter) selbst Land erobern mussten, um ihr Leben finanzieren zu können. Da in Spanien alles Land verteilt war, stürzten sich die kriegerischen Abenteurer nach Kolumbus’ erfolgreicher Expedition auf die neu entdeckten Länder wie die Westindischen Inseln in der Karibik und die riesigen Landflächen in Mittel- und Südamerika (benannt nach dem späteren Entdeckungsreisenden Amerigo Vespucci). Berichte über reiche Goldschätze lockten auf eigene Rechnung arbeitende Söldner an. Sie trafen in Mexiko das Aztekenreich und später in Peru das Inkareich an, die beide aufgrund ihrer gewaltsamen Expansion viele Feinde hatten und leicht zu destabilisieren waren.
Die eroberten Gebiete in Mexiko und Peru wurden nachträglich als Kronkolonien deklariert. Ihnen folgten Kolonisatoren, die sich die Ländereien aneigneten, auf die die  „wilden Heiden“ nach spanischem Recht ohnehin kein Eigentumsrecht anmelden konnten; die Einheimischen selbst wurden versklavt und als billige Arbeitskräfte ausgebeutet. Aufgrund deren hoher Sterblichkeit – zum einen durch die brutale Ausbeutung, zum anderen durch eingeschleppte Krankheiten – wurden sie aber bald durch aus Afrika verschleppte Sklaven ersetzt (siehe Geschichte der Sklaverei).

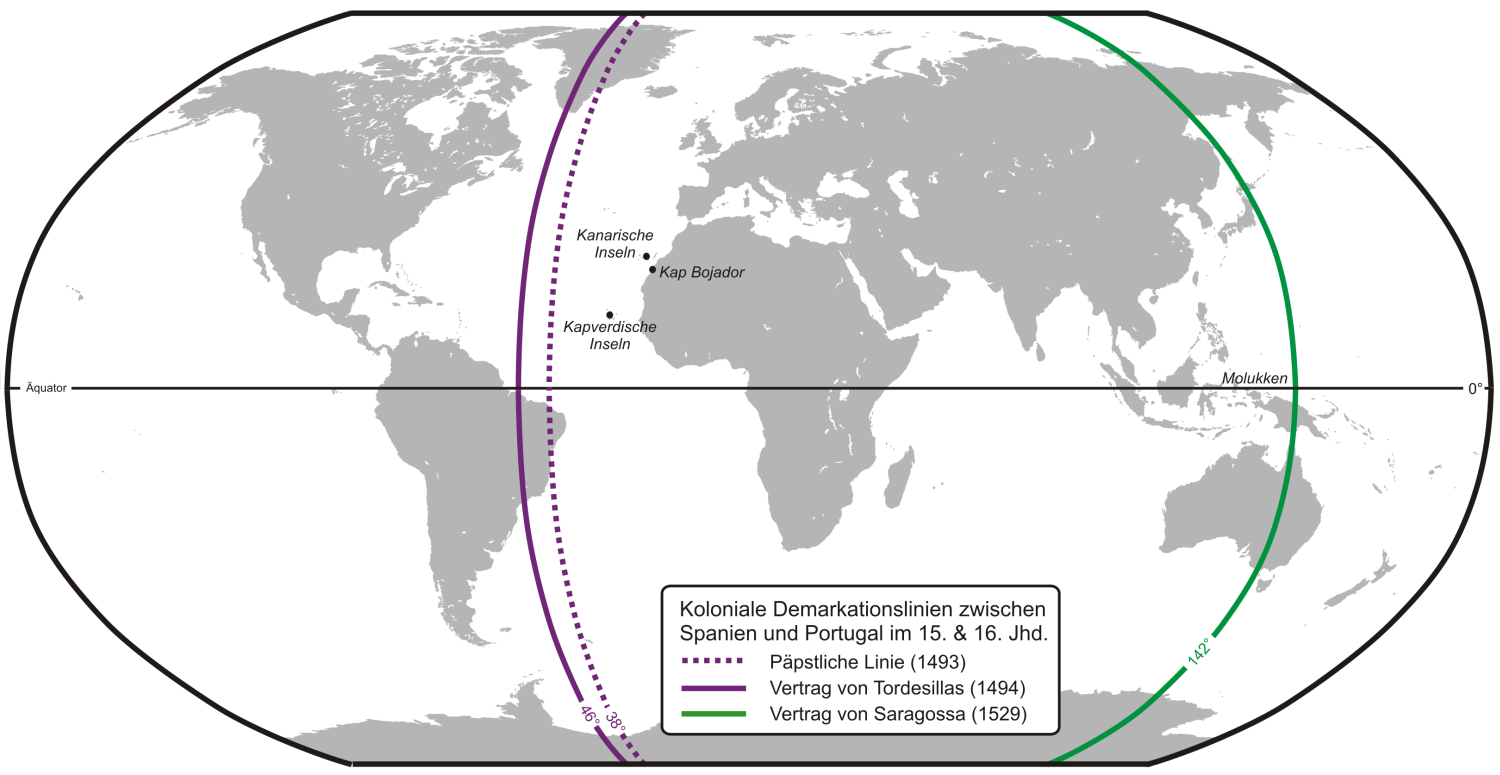
Demarkationslinien nach Spanisch-Portugiesischen Vereinbarungen im 15. und 16. Jhd.

Um den Streit zwischen Portugal und Spanien über die Vorherrschaft in den überseeischen Gebieten zu schlichten, kam auf Vermittlung von Papst Alexander VI. 1494 der Vertrag von Tordesillas zustande, der die Gebiete westlich 46° 37' West (370 spanische Leguas westlich der Kapverden) Kastilien zusprach, die Gebiete östlich davon Portugal. 1499 wurde die Küste Brasiliens entdeckt und durch Amerigo Vespucci erforscht; da diese östlich der Trennlinie lag, erlaubte der Vertrag Portugal, hier eigene Kolonien in Südamerika zu gründen (siehe Geschichte Brasiliens#Kolonialisierung und Erschließung). 1529 wurde im Vertrag von Saragossa eine zweite Trennlinie im Pazifik festgelegt, durch die die Molukken als wichtige „Gewürzinseln“ in den portugiesischen Raum fielen.

### Zeitalter des Imperialismus

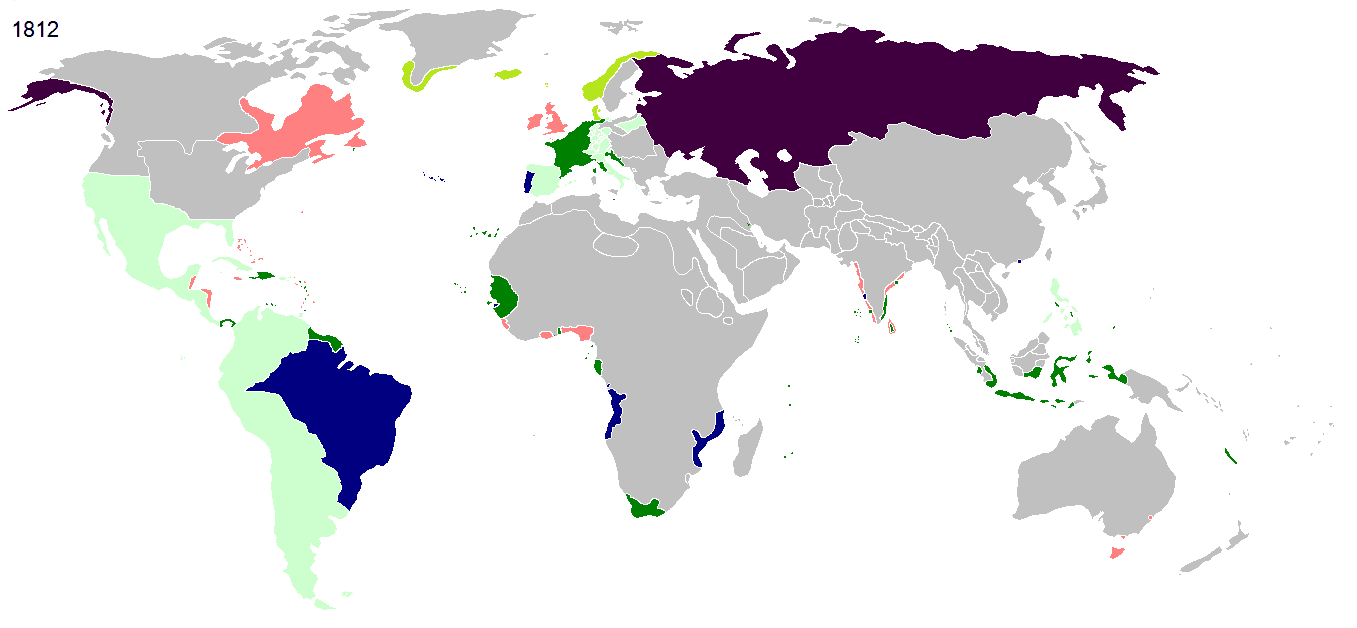
Weltreiche und Kolonien zu Beginn des imperialen Jahrhunderts im Jahre 1812

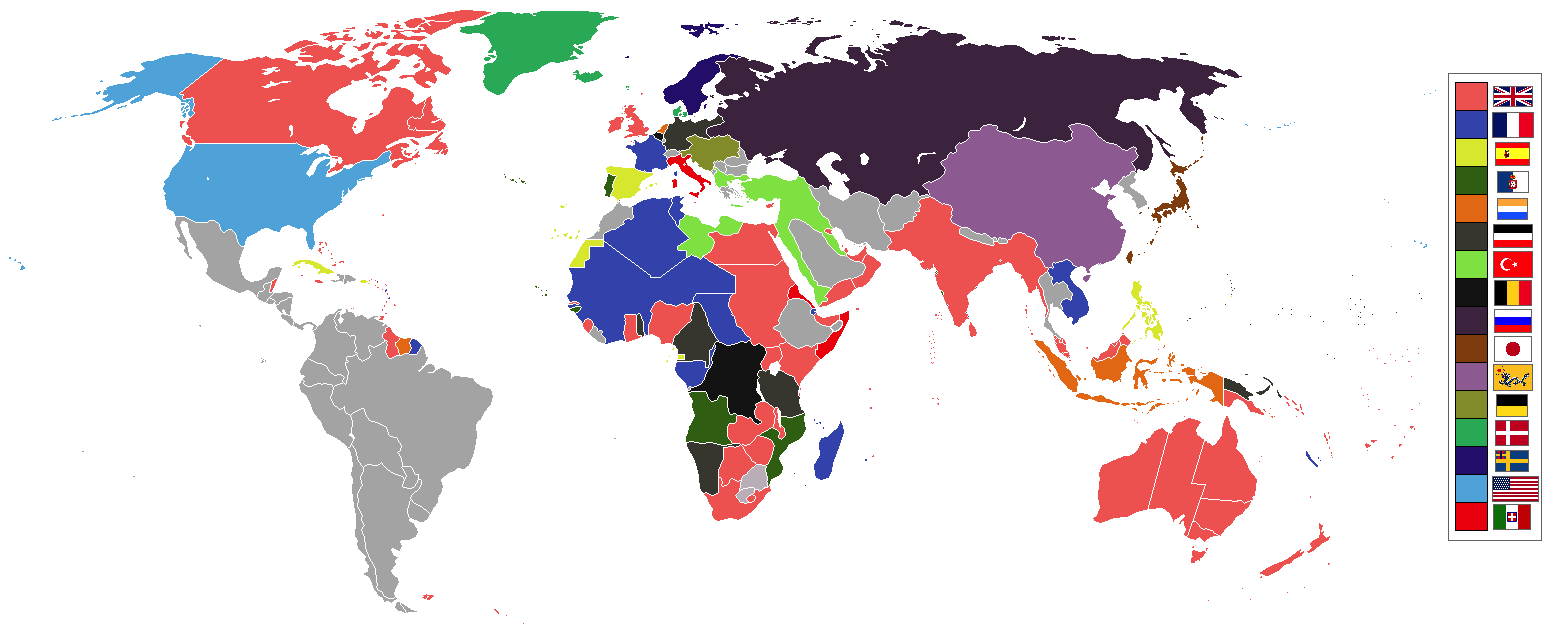
Weltreiche und Kolonien im Jahre 1898

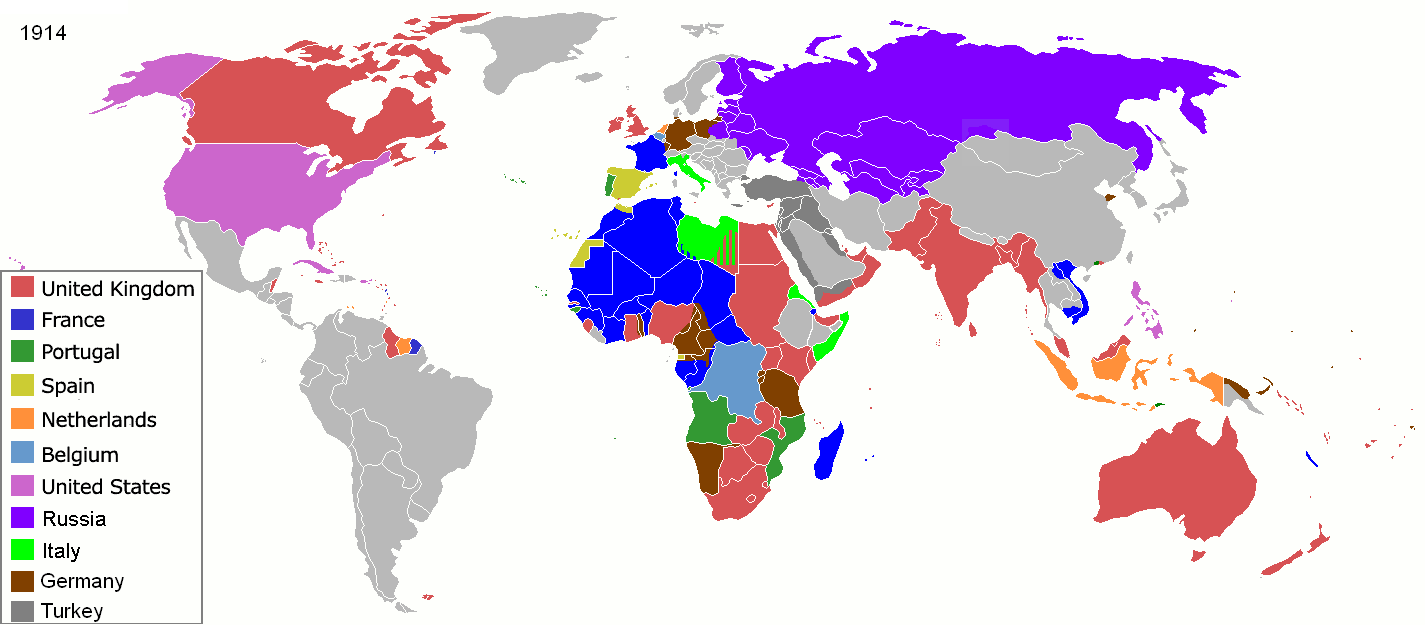
Weltreiche und Kolonien im Jahre 1914

Der Imperialismus bezeichnet das Weltmachtstreben insbesondere der europäischen Großmächte. Als eigentliche Epoche gilt die Zeit von 1880 bis zum Ersten Weltkrieg. Ein bedeutender Faktor des Imperialismus war die Kolonisation und die als Kolonialismus bezeichnete Aufteilung inner- und außereuropäischer Gebiete unter den Mächten zur Wahrung wirtschaftlicher und machtpolitischer Interessen. Parallel zur Intention, die als „unterentwickelt“ bezeichneten Völker vor allem Afrikas zu beherrschen, wurde die Ideologie des Sozialdarwinismus in Verbindung mit wissenschaftlich unhaltbaren Theorien menschlicher Rassen konstruiert.
In die gleiche Zeit fallen die Bestrebungen „der Colonisirung [sic] Palästinas“, wie es 1884 im Einladungsschreiben zur Kattowitzer Konferenz heißt.

## Weltraumkolonisierung
Weltraumkolonisierung ist das Konzept eines autonomen (selbstversorgenden) menschlichen Habitats außerhalb der Erde. Es ist ein wichtiges Thema in der Science-Fiction, aber auch ein Langzeitziel verschiedener nationaler Weltraumprogramme. Solche Kolonien sollen auf dem Mond oder Planeten wie Venus, dem Mars, auf Zwergplaneten wie Ceres oder anderen nicht-stellaren Himmelskörpern errichtet werden oder im Inneren von Asteroiden. Es gibt auch Überlegungen, Raumstationen im Stil von großen Rädern oder Röhren im All zu bauen, die durch Rotation künstliche Schwerkraft schaffen.